# Michel, conte d'Evreux
Prințul Michel de Orléans, Conte de Évreux (Michel Joseph Benoît Marie; n. 25 iunie 1941, Rabat, Maroc) este al treilea fiu al Prințului Henri, Conte de Paris (fost pretendent orleanist la tronul Franței din 1940 până la moartea sa) și a Prințesei Isabelle de Orléans-Braganza. Deține titlul de Conte de Évreux.